# BBC Radio 4

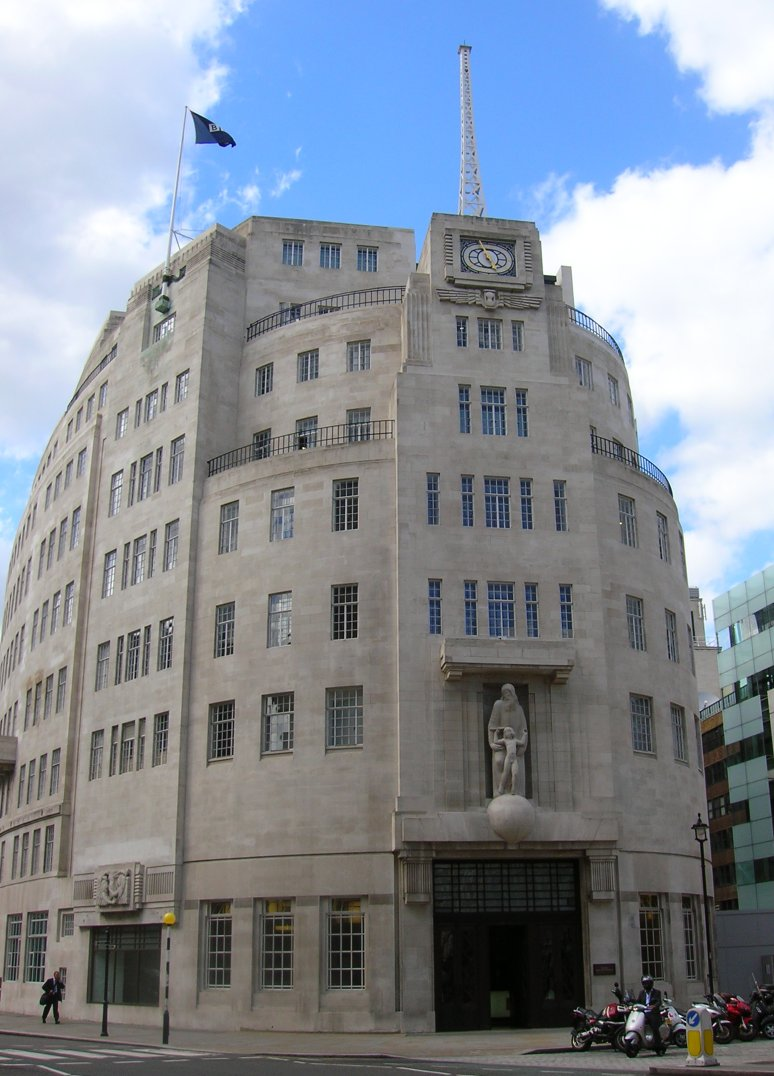
Gmach Broadcasting House w Londynie, stanowiący główną siedzibę stacji

BBC Radio 4 – brytyjska stacja radiowa należąca do publicznego nadawcy radiowo-telewizyjnego, BBC. W ostatnim kwartale 2016 roku słuchało jej 11,33 miliona osób w Wielkiej Brytanii, dzięki czemu był to drugi (po BBC Radio 2) pod względem popularności kanał radiowy w Wielkiej Brytanii. Ogromną większość programu stacji stanowią audycje mówione – informacyjne, publicystyczne i dokumentalne, a także słuchowiska i programy satyryczne. Najbardziej znaną pozycją programową jest poranny magazyn Today, ze średnią publicznością na poziomie 11 mln osób. Stacja nadaje także cykliczną audycję From Our Own Correspondent.
Cztery razy dziennie stacja nadaje specjalny serwis pogodowy dla rybaków i marynarzy, emitowany właśnie na tej antenie ze względu na jej dostępność na falach długich. Z tego też powodu program jest regularnie rozszczepiany między nadajniki UKF i fale długie, głównie podczas transmisji sportowych z BBC Radio 5 Live i programów religijnych, które emitowane są na falach długich zamiast programu Radio 4. W internecie dostępne są obie wersje stacji. Rozgłośnia rozpoczyna swoją emisję o 05:20 czasu londyńskiego (06:20 czasu polskiego), a kończy program codziennie tuż przed godziną 01:00 czasu londyńskiego (02:00 czasu polskiego) odtworzeniem hymnu państwowego, ustępując miejsca w eterze serwisowi angielskiemu BBC World Service.
Stacja jest kontynuatorką istniejącego od 1939 BBC Home Service. Pod obecną nazwą nadaje od 30 września 1967. Jest dostępna w cyfrowym i analogowym przekazie naziemnym, a także w Internecie. Część audycji jest także udostępniana jako podcast oraz retransmitowana na antenie BBC World Service.

## Logo
1 września 2007 zmieniło się logo: z fioletowego pionowego prostokąta, na górze białe logo BBC (pod nim napis "RADIO", pod logo i napisem przestrzenna cyfra 4) na czarne logo BBC, pod nim napis "RADIO" (obok loga i napisu fioletowe koło z grubą cyfrą 4 – trójkąt wewnątrz cyfry 4 zastąpiono przecinkiem).